# Botrychium campestre
Botrychium campestre là một loài dương xỉ trong họ Ophioglossaceae. Loài này được W.H. Wagner & Farrar mô tả khoa học đầu tiên năm 1986.